# Лидокаин
Лидокаи́н — лекарственное средство, местный анестетик и сердечный депрессант, используется в качестве антиаритмического средства. Обладает более интенсивным действием и более длительным эффектом, чем новокаин, но продолжительность его действия короче, чем у бупивакаина или прилокаина. Применяется в виде гидрохлорида.

## Применение в медицине

### В качестве местного анестетика
Профиль эффективности лидокаина как местного анестетика характеризуется быстрым началом действия и средней его продолжительностью. Лидокаин подходит для инфильтрации, блокады и поверхностной анестезии. Вещества пролонгированного действия, такие как бупивакаин, иногда предпочтительнее для проведения спинальной и эпидуральной анестезии; лидокаин, тем не менее, и в этих случаях имеет преимущество быстрого начала действия. Адреналиновые сосудосуживающие артерии, уменьшающие кровотечение, а также задерживающие всасывание лидокаина, почти удваивают продолжительность анестезии.
Лидокаин является одним из наиболее часто используемых местных анестетиков в стоматологии. Его можно вводить несколькими способами, чаще всего в виде блокады нерва или инфильтрации, в зависимости от типа проводимого лечения и обрабатываемой области рта.
Для поверхностной анестезии можно использовать несколько препаратов для эндоскопии, до интубации и т. д. Буферизация рН лидокаина делает местное онемение менее болезненным. Лидокаин в глазных каплях используют при проведении коротких офтальмологических процедур. Существуют предварительные данные об использовании лидокаина для нейропатической боли и боли в донорских участках кожного трансплантата. В качестве местного обезболивающего средства он используется для лечения преждевременной эякуляции.
Пластырь для трансдермального введения, содержащий 5%-ную концентрацию лидокаина в гидрогелевой повязке, одобрен FDA США для уменьшения нервных болей, вызванных опоясывающим лишаём. Чрескожный пластырь также используется для устранения боли от других причин, таких как сдавленные нервы и постоянная нервная боль после некоторых операций.

### Для лечения болей
В Кокрейновском обзоре 2014 года о лечении невропатических болей доказательства о пользе местного применения лидокаина были очень низкого качества, отсутствовали, в частности, четкие доказательства по частоте нежелательных явлений или абстиненции (доказательства очень низкого качества).
В Кокрейновском обзоре 2014 года о лидокаине для облегчения боли у людей с ожогами недостаточно сведений о преимуществах лидокаина перед опиоидами.
В Кокрейновском обзоре 2015 года о лидокаине для снижения пропофол‐индуцированной боли при анестезии у взрослых было обнаружено, что инъекция лидокаина в вену, либо смеси лидокаина с пропофолом, либо введение лидокаина до введения пропофола, может эффективно снизить частоту и интенсивность боли, связанной с введением пропофола.

### При хирургических операциях
В 2015 году о возможности применении комбинации лидокаина и адреналина при операции на пальцах рук и ног качество доказательств является низким как для продолжительности анестезии, так и для кровотечений. 
В Кокрейновском обзоре 2007 года о применении в глазной хирургии имеются сведения, что введение внутрикамерного анестетика (лидокаина) во время операции является эффективным и безопасным дополнением к местной анестезии, оно значительно снижает интраоперационное восприятие боли по сравнению с использованием одной только местной анестезии.
В Кокрейновском обзоре 2018 года о возможных преимуществах и рисках внутривенного лидокаина по сравнению эпидуральной анестезии при облегчении боли после операции нет однозначного мнения, уменьшает ли боль после 1–4 часов после операции по сравнению с плацебо или обычным лечением. Есть сомнения, улучшает ли восстановление функции кишечника сокращением время до первой дефекации или снижением риска остановки пищи в кишечнике. Нет уверенности в снижении послеоперационной тошноты. В целом, качество доказательств для большинства результатов очень низкое.
В Кокрейновском обзоре 2015 года об использовании лидокаина для профилактики послеоперационной ангины после использования эндотрахеальной трубки имеются немногочисленные сведения о положительном эффекте, однако качество доказательств низкое.

### При сердечной аритмии
Лидокаин также является наиболее важным антиаритмическим препаратом класса 1b; он используется внутривенно для лечения желудочковых аритмий (для острого инфаркта миокарда, отравления дигоксином, кардиоверсии или катетеризации сердца), если амиодарон недоступен или противопоказан. Лидокаин следует назначать для этого показания после начала дефибрилляции, СЛР и вазопрессоров. Обычная профилактическая доза больше не рекомендуется после инфаркта миокарда, так как общая выгода не убедительна.

### Другие виды применения
Внутривенные вливания лидокаина также используются для лечения хронической боли и острой хирургической боли в качестве техники, позволяющей избежать опиатов. Качество доказательств такого использования низкое, поэтому его трудно сравнить с плацебо или эпидуральной анестезией.
Ингаляционный лидокаин можно использовать в качестве подавителя кашля, действующего периферически, чтобы уменьшить кашлевой рефлекс. Это приложение может быть реализовано в качестве меры безопасности и комфорта для пациентов, которым необходимо провести интубацию, так как оно уменьшает частоту кашля и любого повреждения трахеи, которое может возникнуть при выходе из анестезии.
Лидокаин, наряду с этанолом, аммиаком и уксусной кислотой, может также помочь в лечении укусов медуз, что приводит к онемению пораженного участка и предотвращает дальнейшее выделение нематоцисты.
При гастрите употребление вязкой композиции лидокаина может помочь от боли.

## Побочные эффекты

### Со стороны нервной системы и органов чувств
Эйфория, головокружение, потеря сознания, мелькание «мушек» перед глазами, светобоязнь, невротические реакции, головная боль, тревожность, шум в ушах, диплопия, судороги, тремор, сонливость, парестезии, дезориентация, спутанность сознания. Паралич дыхательных мышц, остановка дыхания, блок моторный и чувствительный, респираторный паралич (чаще развивается при субарахноидальной анестезии).
В Кокрейновском обзоре 2009 года показано, что лидокаин с большей вероятностью вызывает временные неврологические симптомы, чем бупивакаин, прилокаин и прокаин.

### Со стороны сердечно-сосудистой системы
Снижение артериального давления, коллапс, тахикардия — при введении с вазоконстриктором, периферическая вазодилатация, брадикардия (вплоть до остановки сердца).

### Со стороны мочевыделительной системы
При анестезиях — непроизвольное мочеиспускание.

### Со стороны пищеварительной системы
Тошнота, рвота. При анестезиях — непроизвольная дефекация.

### Со стороны крови
Метгемоглобинемия.

### Местные реакции
При спинальной анестезии — боль в спине, при эпидуральной анестезии — случайное попадание в субарахноидальное пространство.

### Аллергические реакции
Крапивница, зуд, анафилактический шок.

### Прочие
Жар, ощущение холода. При анестезиях — стойкая анестезия, угнетение дыхания, вплоть до остановки, гипотермия. При применении в офтальмологической практике — раздражение конъюнктивы, при длительном применении — эпителиопатия роговицы.

### Передозировка

#### Симптомы
Начальные признаки интоксикации — головокружение, тошнота, рвота, эйфория, астения, снижение артериального давления, сонливость, головная боль, парестезии, нарушения ориентации, зрения, судороги, кома; затем — судороги мимической мускулатуры лица с переходом в тонико-клонические судороги скелетной мускулатуры, психомоторное возбуждение, брадикардия, коллапс, асистолия; при использовании при родах у новорожденного — брадикардия, угнетение дыхательного центра, вплоть до остановки дыхания.

#### Лечение
При появлении первых признаков интоксикации введение прекращают, пациента переводят в горизонтальное положение; назначают ингаляции кислорода. При судорогах — внутривенно 10 мг диазепама. При брадикардии — м-холиноблокаторы (атропин), вазоконстрикторы (норэпинефрин, фенилэфрин). Диализ неэффективен. Специфический антидот — интралипид.

## Фармакологическое действие
Обладает местноанестезирующим действием, блокирует потенциалзависимые натриевые каналы, что препятствует генерации импульсов в окончаниях чувствительных нервов и проведению импульсов по нервным волокнам. Подавляет проведение не только болевых импульсов, но и импульсов других модальностей. Анестезирующее действие лидокаина в 2–6 раз сильнее, чем прокаина (действует быстрее и дольше — до 75 мин, а после добавления эпинефрина — более 2 ч). При местном применении расширяет сосуды, не оказывает местнораздражающего действия.

## Фармакокинетика
При парентеральном введении степень абсорбции зависит от места введения и дозы. TCmax — 3–5 мин. Связь с белками плазмы — 50–80 %. Распределяется быстро (T½ фазы распределения — 6–9 мин), сначала поступает в хорошо кровоснабжаемые ткани (сердце, лёгкие, мозг, печень, селезёнка), затем в жировую и мышечную ткани. Проникает через ГЭБ, плацентарный барьер и в грудное молоко (40 % от концентрации в плазме матери). Метаболизируется в печени (на 90–95 %) с участием микросомальных ферментов путём дезалкилирования аминогруппы и разрыва амидной связи с образованием активных метаболитов (моноэтилглицинксилидин и глицинксилидин), T1/2 которых составляет 2 ч и 10 ч, соответственно. При заболеваниях печени интенсивность метаболизма снижается и составляет от 50 % до 10 % от нормальной величины. T1/2 после внутривенного болюсного введения — 1,5–2 ч; у новорождённых — 3 ч. При длительной инфузии лидокаина в течение 24–48 ч T1/2 значительно возрастает (до 3 ч). При нарушении функции печени T1/2 увеличивается в 2 раза и более. При постоянной инфузии (без введения начальной насыщающей дозы) терапевтически эффективная концентрация (2–6 мкг/мл) достигается через 5–9 ч. Выводится с желчью и почками (до 10 % в неизменённом виде). При хронической почечной недостаточности возможна кумуляция метаболитов. Подкисление мочи способствует увеличению выведения лидокаина.

## История
Это первый местный анестетик амидного ряда, синтезированный Нильсом Лофгреном в 1943 г.

## Показания
Купирование устойчивых пароксизмов желудочковой тахикардии, в том числе при инфаркте миокарда и кардиохирургических вмешательствах. Профилактика повторной фибрилляции желудочков при остром коронарном синдроме и повторных пароксизмов желудочковой тахикардии (обычно в течение 12–24 часов). Желудочковые аритмии, обусловленные гликозидной интоксикацией.
Все виды местной анестезии (обезболивание при травме, хирургических вмешательствах, включая кесарево сечение, обезболивание родов, проведение болезненных диагностических процедур, например артроскопии): терминальная (поверхностная) анестезия, местная инфильтрационная анестезия (субконъюнктивальная), проводниковая анестезия (в том числе в стоматологии, межреберная блокада, шейная вагосимпатическая, внутривенная регионарная анестезия), каудальная или люмбальная эпидуральная блокада, спинальная (субарахноидальная) анестезия, проводниковая (ретробульбарная, парабульбарная) анестезия.
Терминальная (поверхностная) анестезия слизистых оболочек: в стоматологии (анестезия области укола перед удалением зубов, ортодонтия, наложение швов на слизистой оболочке, экстирпация молочных зубов, удаление зубного камня), оториноларингологии (операции на носовой перегородке, проведение электрокоагуляции и др.), акушерстве и гинекологии (эпизиотомия и обработка разреза, удаление швов, вмешательства на влагалище и шейке матки и др.); при инструментальных и эндоскопических исследованиях (введение зонда, ректоскопия, интубация и др.), рентгенографическом обследовании (устранение тошноты и глоточного рефлекса); в качестве анальгезирующего лекарственного средства при ожогах (включая солнечные), укусах, контактном дерматите (в том числе вызванном раздражающими растениями), небольших ранах (в том числе царапинах); поверхностная анестезия кожных покровов при небольших хирургических вмешательствах. 

[что?]Местная анестезия в офтальмологии при проведении контактных методов исследования (тонометрия, гониоскопия, диагностический соскоб роговицы), кратковременных оперативных вмешательств на роговице и конъюнктиве (в том числе извлечение инородного тела и шовного материала), подготовка к офтальмологическим операциям.

## Противопоказания
Гиперчувствительность; СССУ (особенно у больных пожилого возраста), AV блокада III ст. (кроме случаев, когда введен зонд для стимуляции желудочков), SA блокада, синдром WPW, кардиогенный шок, нарушения внутрижелудочковой проводимости. 
Кровотечения, шок, инфицирование места предполагаемой инъекции, артериальная гипотензия. Для субарахноидальной анестезии — полная блокада сердца, кровотечения, артериальная гипотензия, инфицирование места проведения люмбальной пункции, септицемия.

### C осторожностью
Хроническая сердечная недостаточность II–III ст., тяжелая печеночная и/или почечная недостаточность, гиповолемия, AV блокада, синусовая брадикардия, артериальная гипотензия, тяжелая миастения, эпилептиформные судороги (в том числе в анамнезе), беременность, период лактации (только в случае острой необходимости), тяжелобольные, ослабленные больные, пожилой возраст (старше 65 лет).

## Режим дозирования

### В кардиологической практике
Внутривенно: 25 мл 10 % раствора разводят в 100 мл 0,9 % раствора NaCl до концентрации раствора лидокаина 20 мг/мл, который используют в качестве нагрузочной дозы 1–1,5 мг/кг (в течение 2–4 мин со скоростью 25–50 мг/мин) с немедленным подключением постоянной инфузии со скоростью 1–4 мг/мин. Вследствие быстрого распределения (Т1/2 приблизительно 8 мин), через 10–20 мин после введения первой дозы происходит снижение концентрации препарата в плазме крови, что может потребовать повторного болюсного введения (на фоне постоянной инфузии) в дозе равной 1/2–1/3 нагрузочной дозы, с интервалом 8–10 мин. Максимальная доза в 1 ч — 300 мг, в сутки — 2000 мг. Внутривенную инфузию проводят в течение 12–24 ч с постоянным ЭКГ-мониторированием, после чего инфузию прекращают, чтобы оценить необходимость изменения антиаритмической терапии у пациента. Скорость выведения препарата снижена при ХСН и нарушении функции печени (цирроз, гепатит), что требует снижения дозы и скорости введения препарата на 25–50 %. Внутривенно струйно: детям — 1 мг/кг (обычно 50–100 мг) в качестве нагрузочной дозы при скорости введения 25–50 мг/мин (то есть в течение 3–4 мин); при необходимости введение дозы повторяют через 5 мин, после чего назначают непрерывную внутривенную инфузию. Внутривенно, в виде непрерывной инфузии (обычно после нагрузочной дозы): максимальная доза для детей — 30 мкг/кг/мин (20–50 мкг/кг/мин).

### При анестезиях
Инфильтрационная анестезия — используются 0,125 %, 0,25 %, 0,5 % растворы; для достижения инфильтрационной анестезии используется до 60 мл (5–300 мг) 0,5 % раствора или до 30 мл 1 % раствора. Для проводниковой анестезии (анестезия периферических нервов, в том числе при блокаде нервных сплетений) применяют 1 и 2 % растворы; максимальная общая доза — до 400 мг (40 мл 1 % раствора и 20 мл 2 % раствора лидокаина). Для блокады нервных сплетений — 10–20 мл 1 % раствора или 5–10 мл 2 % раствора. Эпидуральная анестезия — для получения анальгезии используется 25–30 мл (250–300 мг) 1 % раствора; для получения анестезии 15-20 мл (225–300 мг) 1,5 % раствора или 10–15 мл (200–300 мг) 2 % раствора; для торакальной эпидуральной анестезии — 20–30 мл (200–300 мг) 1 % раствора. Не рекомендуется использовать непрерывное введение анестетика с помощью катетера; введение максимальной дозы не должно повторяться чаще чем через 90 мин. При использовании каудальной анестезии: в акушерской практике 200–300 мг (10–15 мл) 2 % раствора; в хирургической практике — 15–20 мл (225–300 мг) 1,5 % раствора. Не рекомендуется использовать непрерывное введение анестетика с помощью катетера; введение максимальной дозы не должно повторяться чаще чем через 90 мин. Для внутривенной регионарной анестезии — 10–60 мл (50–300 мг) 0,5 % раствора. Для проводниковой анестезии периферических нервов: плечевого — 15–20 мл (225–300 мг) 1,5 % раствора; в стоматологической практике — 1–5 мл (20–100 мг) 2 % раствора; блокады межреберных нервов — 3 мл (30 мг) 1 % раствора; парацервикальной анестезии — 10 мл (100 мг) 1 % раствора в каждую сторону, при необходимости возможно повторное введение не менее чем через 1,5 ч; паравертебральной анестезии — от 3 до 5 мл (30–50 мг) 1 % раствора. Ретробульбарная анестезия — 3–5 мл (120–200 мг) 4 % раствора, 3–4 мл 2 % раствора. Парабульбарная анестезия — 1–2 мл 2 % раствора. Местная инфильтрационная (субконъюнктивальная) — 0,5–1,0 мл 2 % раствора. Вагосимпатическая блокада: шейного отдела (звездчатого узла) — 5 мл (50 мг) 1 % раствора, поясничного — 5-10 мл (50–100 мг) 1 % раствора. Транстрахеальная анестезия — 2–3 мл (80–120 мг) 4 % раствора, возможно сочетание с местным интрафарингеальным введением 4 % раствора в виде спрея, максимальная доза в этом случае не должна превышать 5 мл (200 мг) или 3 мг/кг.
Максимальная доза для взрослых — не более 4,5 мг/кг или 300 мг; для в/в регионарной анестезии — не более 4 мг/кг. Рекомендуемые дозы для детей при нервно-мышечной блокаде — до 5 мг/кг 0,25–1 % раствора, при в/в регионарной анестезии — 3 мг/кг 0,25–0,5 % раствора. Максимальная доза для детей — 5 мг/кг. Эффект лидокаина может быть удлинён добавлением 0,1 % раствора эпинефрина (0,1 мл на 20 мл лидокаина). В этом случае при региональной анестезии доза лидокаина может быть увеличена до 600 мг.

### При местной анестезии
Местно, наружно. Спрей дозированный для местного применения: в стоматологии, отоларингологии — 1–4 дозы, при эндоскопических и инструментальных методах исследования — 2–3 дозы, в акушерстве — 15–20 доз, гинекологии — 4–5 доз, дерматологии — 1–3 дозы. Максимальная доза — 40 доз/70 кг массы тела. У детей в стоматологической практике предпочтительнее применять в виде смазывания (во избежание испуга пациента при распылении) путём предварительной пропитки ватного тампона. Аэрозоль дозированный для местного применения: в стоматологии взрослым — 20 мг (2 дозы), максимальная доза — 30 мг (3 дозы) в течение 1,5 ч или 200 мг (20 доз) в течение 24 ч; детям — до 3 мг/кг. Гель для наружного применения: на поверхность кожи наносится по мере необходимости 3–4 раза в день. Гель для местного применения: при анестезии слизистой оболочки пищевода, гортани, трахеи смазывают наружные поверхности инструментов, предназначенных для исследования; для поверхностной анестезии слизистой оболочки полости рта наносят стерильной стеклянной палочкой или смоченным в геле стерильным ватным тампоном 0,2–2 г геля; при недостаточной анестезии через 2–3 мин повторяют; максимальная доза для взрослых за 12 ч — 300 мг (6 г геля); в урологии женщинам — 3–5 мл 2 % геля смазывают слизистую оболочку уретры перед исследованием, мужчинам перед катетеризацией — 100–200 мг (5–10 мл 2 % геля), перед цистоскопией для наполнения и дилатации уретры — 600 мг (30 мл 2 % геля) в 2 приема с интервалом в несколько минут (дистальный отдел мочеиспускательного канала при этом временно пережимают). Максимальная доза — 600 мг (30 мл 2 % геля) в течение 12 ч. Детям — до 4,5 мг/кг. В стоматологии, для анестезии места инъекции гель наносится на слизистую оболочку в области последующей инфильтрационной анестезии с интервалом в 2–3 мин; для анестезии при снятии зубного камня гель втирают в десневой край и шейки зубов в течение 2–3 мин, после чего проводится процедура; в качестве лечебной повязки после снятия зубного камня или кюретажа гель наносится на десневой край и фиксируется; в виде аппликаций наносится несколько раз в день на слизистую оболочку полости рта на места афт и эрозий.

### В офтальмологической практике
Местно, путём инстилляции в конъюнктивальный мешок непосредственно перед исследованием или оперативным вмешательством, по 1–2 капли 2–3 раза с интервалом 30–60 с.

## Особые указания
Профилактическое назначение всем без исключения больным с острым инфарктом миокарда не рекомендуется (рутинное профилактическое назначение лидокаина может повысить риск смерти за счет увеличения частоты возникновения асистолий). При неэффективности лидокаина необходимо в первую очередь исключить гипокалиемию, в неотложных ситуациях существует несколько вариантов дальнейших действий: осторожное увеличение дозы до появления побочных эффектов со стороны ЦНС (заторможенность, затрудненная речь); назначение, иногда совместное, лекарственных средств Ia класса (прокаинамид), переход к препаратам III класса (амиодарон, бретилия тозилат).

Особую осторожность следует проявлять при проведении местной анестезии богатых кровеносными сосудами органов; следует избегать внутрисосудистой инъекции во время введения. При введении в васкуляризированные ткани рекомендуется проводить аспирационную пробу. Необходимо отменить ингибиторы МАО не менее чем за 10 дней до планирования проведения субарахноидальной анестезии с помощью лидокаина. 

В период лечения необходимо соблюдать осторожность при вождении автотранспорта и занятии др. потенциально опасными видами деятельности, требующими повышенной концентрации внимания и быстроты психомоторных реакций.

## Взаимодействие
Циметидин и пропранолол уменьшают печеночный клиренс лидокаина (снижение метаболизма вследствие ингибирования микросомального окисления и снижения печеночного кровотока) и повышают риск развития токсических эффектов. Барбитураты, фенитоин, рифампицин (индукторы микросомальных ферментов печени) снижают эффективность (может потребоваться увеличение дозы). При назначении с аймалином, фенитоином, верапамилом, хинидином, амиодароном возможно усиление отрицательного инотропного эффекта. Совместное назначение с бета-адреноблокаторами увеличивает риск развития брадикардии. Сердечные гликозиды ослабляют кардиотонический эффект, курареподобные лекарственные средства усиливают мышечную релаксацию. Прокаинамид повышает риск развития возбуждения ЦНС, галлюцинаций. При одновременном назначении лидокаина и снотворных и седативных лекарственных средств возможно усиление их угнетающего действия на ЦНС. При внутривенном введении гексобарбитала или тиопентал натрия на фоне действия лидокаина возможно угнетение дыхания. Использование с ингибиторами МАО (фуразолидон, прокарбазин, селегилин) повышает риск снижения артериального давления. Больным, принимающим ингибиторы МАО, не следует назначать лидокаин парентерально. При одновременном применении лидокаина и полимиксина В возможно усиление угнетающего влияния на нервно-мышечную передачу, поэтому в таком случае необходимо следить за функцией дыхания больного.
Вазоконстрикторы (эпинефрин, метоксамин, фенилэфрин) удлиняют местноанестезирующее действие. При обработке места инъекции местного анестетика дезинфицирующими растворами, содержащими тяжелые металлы, повышается риск развития местной реакции в виде болезненности и отека. При использовании местноанестезирующих лекарственных средств для спинальной и эпидуральной анестезии с гуанадрелем, гуанетидином, мекамиламином, триметафаном повышается риск выраженной гипотензии и брадикардии. Усиливает и удлиняет эффект миорелаксирующих лекарственных средств. При совместном применении с наркотическими анальгетиками развивается аддитивный эффект, что используется при проведении эпидуральной анестезии, однако усиливается угнетение дыхания. Антикоагулянты (в том числе ардепарин, далтепарин, данапароид, эноксапарин, гепарин, варфарин и др.) увеличивают риск развития кровотечений.

## Небезопасность орального использования геля лидокаина у младенцев
Управление по санитарному надзору за качеством пищевых продуктов и медикаментов (FDA) США 26 июня 2014 года выпустило «Сообщение о безопасности», в котором говорится, что гель с содержанием 2 % лидокаина, ранее рекомендованный для лечения болей у младенцев при прорезывании зубов опасен, что его применение вызвало ряд госпитализаций, и даже смертей, младенцев. В данном сообщении FDA призывает родителей и воспитателей отказаться от использования каких-либо гелей при наличии у младенцев болей в полости рта.

## Лекарственные формы
Лидокаин, обычно в форме его гидрохлоридной соли, доступен в различных формах, включая многие местные составы и растворы для инъекций или инфузий.

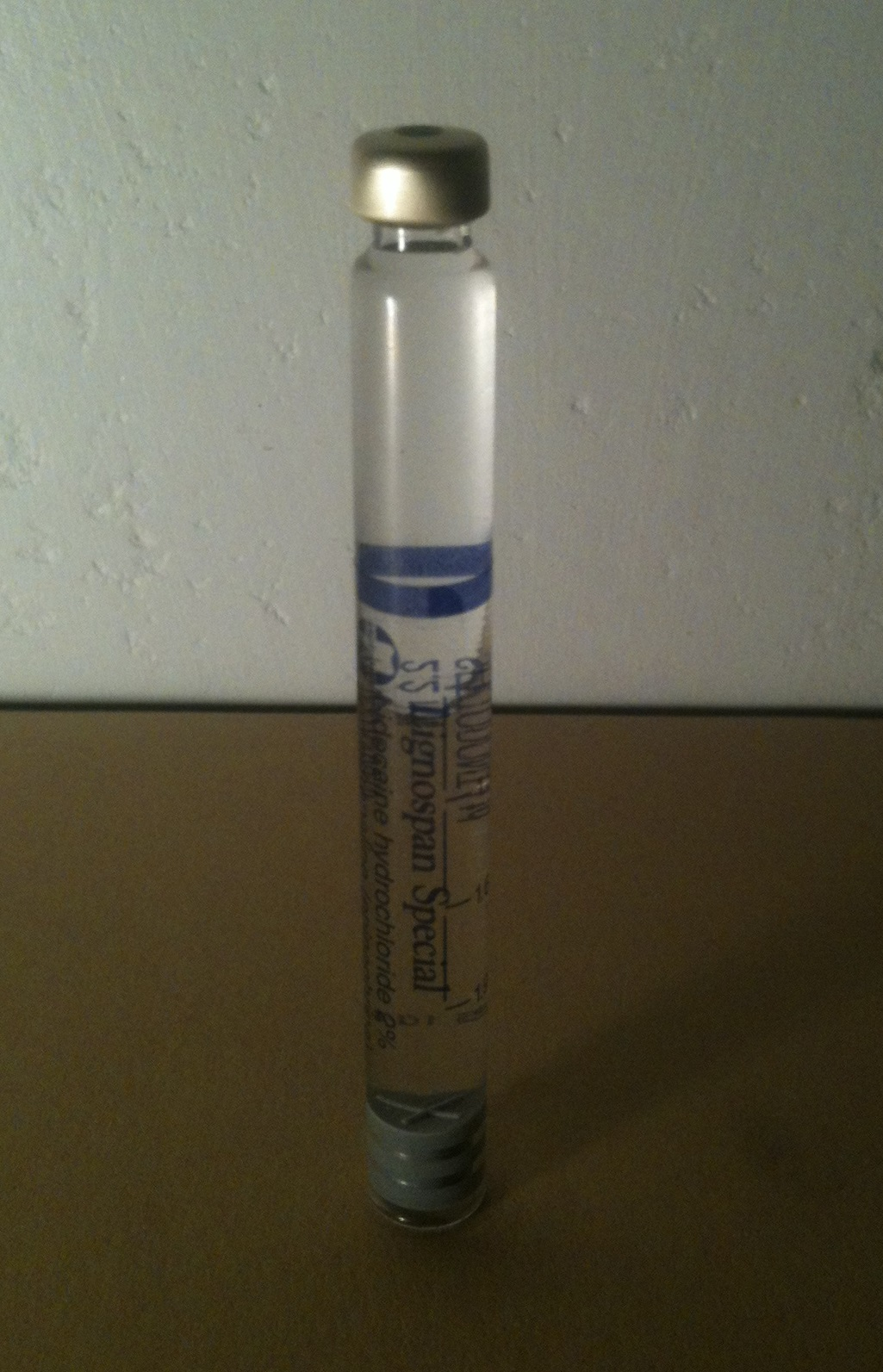
Лидокаина гидрохлорид 2 % адреналина 1:80 000 раствор для инъекций в картридже
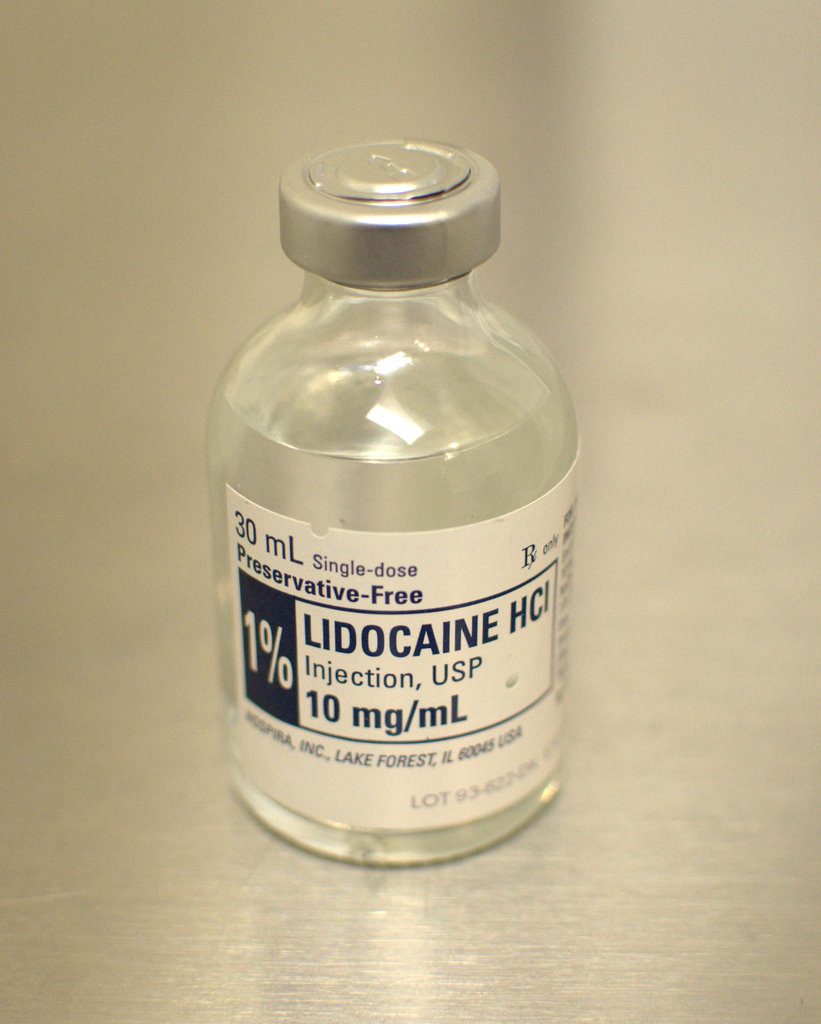
Лидокаина гидрохлорид 1 % раствор для инъекций
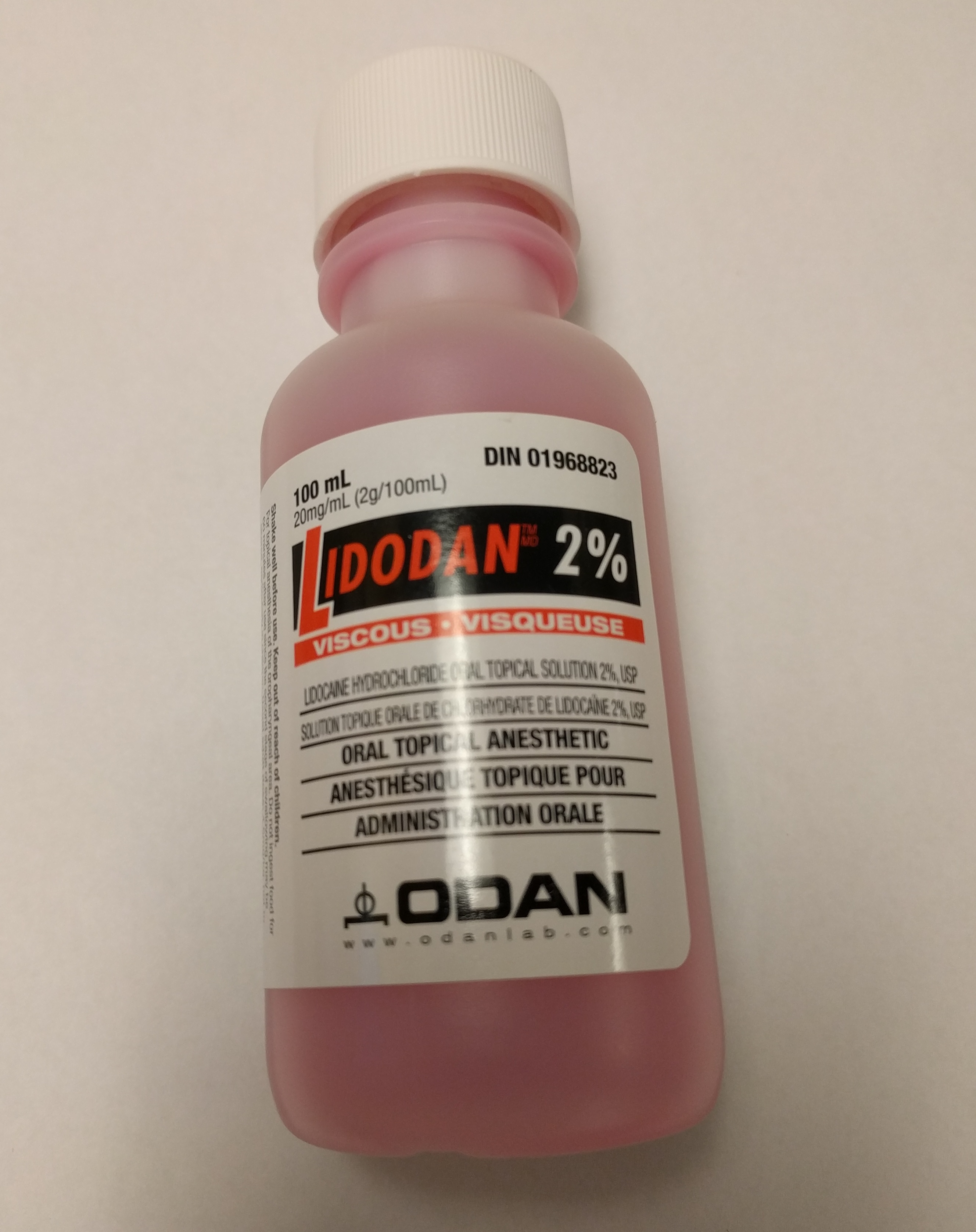
2 % вязкий лидокаин